# Victoria Park (Dingwall)
Il Victoria Park, noto dal 2012 come Global Energy Stadium per motivi di sponsorizzazione, è uno stadio situato a Dingwall, in Scozia.
Lo stadio è stato costruito nel 1929 e ospita le partite casalinghe del Ross County. Ha una capienza di 6 590 persone.